# Сомпа (деревня)
Со́мпа (эст. Sompa), ранее Со́мпа-Я́амакюла (эст. Sompa-Jaamaküla) — деревня в волости Йыхви уезда Ида-Вирумаа, Эстония.

## География и описание
Расположена в 9 км от побережья Финского залива, в 3 км к западу от волостного и уездного центра — города Йыхви. Высота над уровнем моря — 77 метров. 
Через деревню проходит железная дорога Таллин—Нарва.
Климат умеренный. Официальный язык — эстонский. Почтовый индекс — 41552.

## Население
По данным переписи населения 2021 года, в Сомпа насчитывалось 60 жителей, из них 30 (50,0 %) — эстонцы.
По данным переписи населения 2011 года, в деревне  проживали 82 человека, из них 45 (54,9 %) — эстонцы.
Численность населения деревни Сомпа по данным переписей населения:
| Год  | 1959 | 1970 | 1979  | 1989 | 2000  | 2011 | 2021 |
| ---- | ---- | ---- | ----- | ---- | ----- | ---- | ---- |
| Чел. | 134  | ↘ 69 | ↗ 145 | ↘ 96 | ↗ 106 | ↘ 82 | ↘ 60 |

С 1977 года Сомпа включает в себя бывшие деревни Сомпа-Арусерва (эст. Sompa-Aruserva), Сомпа-Ванакюла (эст. Sompa-Vanaküla) и Сомпа-Сининымме (эст. Sompa-Sininõmme). 
| Деревня / год   | 1959 | 1970 |
| --------------- | ---- | ---- |
| Сомпа-Арусерва  | 71   | ↘ 63 |
| Сомпа-Ванакюла  | 64   | ↘ 32 |
| Сомпа-Сининымме | 62   | ↘ 41 |

## История
Первое упоминание о деревне относится к 1420 году (Soenpe). В 1796 и 1844 годах упоминается Sompæ.
В 1420 году упомянута также старинная деревня Ауве (Auwe), предположительно расположенная рядом с Сомпа. В атласе Лифляндии 1241 года указана деревня Ойа (Oia), которая находилась на месте более поздней деревни Сомпа-Ванакюла. В 1496 году упомянута мыза Сомпа (Sompäh) и деревня (Ouwe), в 1796 году — также мыза (Sompæ) и деревня (Aukülla). Ещё в 1732 году мыза Сомпа (нем. Sompäh) носила название Ауво (Auwo). 
В 1920-х годах, после земельной реформы, на землях бывшей мызы возникло поселение Сомпа, известное также как Сомпа-Яамакюла  (эст. Sompa-Jaamaküla); в 1977 году оно получило статус деревни. 

Советский памятник сражению у Сомпа. Демонтирован в 2020-х годах

В советское время на территории Сомпа был установлен памятный камень в честь сражения, состоявшегося у деревни 27—28 февраля 1918 года между красноармейцами и регулярными немецкими частями, с надписью «27—28 февраля 1918 г. здесь героически сражались красногвардейцы — рабочие Эстонии и Путиловского завода города Петрограда против немецких оккупантов. Вечная слава борцам за Советскую родину!». В протоколе от 30 ноября 2022 года рабочая группа по советским памятникам при Госканцелярии Эстонии (РГСП) признала памятник «красным монументом», подлежащим удалению из общественного пространства. Памятник был демонтирован до даты публикации протокола РГСП (см. Список советских военных памятников Эстонии).

## Комментарии
1. ↑  Эстонские топонимы, оканчивающиеся на -а, не склоняются и не имеют женского рода (исключение — Нарва)[6].